# Christine Wenzel
Christine Wenzel, geb. Brinker, (* 10. Juli 1981 in Ibbenbüren) ist eine deutsche Sportschützin. Sie gehört in der Disziplin Wurfscheibenschießen dem Nationalkader des Deutschen Schützenbundes an.

## Leben und Karriere
Brinker begann im Jahr 2000 mit dem Sportschießen. Dazu inspiriert wurde sie von ihrem Freund und späteren Ehemann Tino Wenzel, der später ebenfalls dem Nationalkader angehörte und heute Bundes-Assistenztrainer „Skeet“ beim Deutschen Schützenbund ist.
Ihr erster großer Erfolg war der Gewinn der Damen-Meisterschaft 2002 im Skeet in München, welche im August 2002 stattfand.
Zu ihren größten Erfolgen gehören die Weltmeistertitel (2007 in Nikosia, 2009 in Maribor, 2011 in Belgrad & 2013 in Lima), sowie die Bronzemedaille bei ihren ersten Olympischen Spielen 2008 in Peking. Danach folgten zwei weitere Olympiateilnahmen, die Olympischen Spiele 2012 in London, wo sie sich ebenfalls ins Final schoss und am Ende Platz 6 belegte. Vier Jahre später zu den Olympischen Spielen 2016 in Rio de Janeiro belegte sie mit dem gleichen Vorkampfergebnis wie in London den 11. Rang.
Christine Wenzel nahm an sechs ISSF-Weltcup-Finalen teil, wo sie 2004 in Granada den 4. Platz belegte, 2009 in Peking und 2013 in Abu Dhabi die Goldmedaille erhielt, sowie 2012 in Maribor Bronze holte.
Sie nahm bei den ersten Europaspielen 2015 in Baku teil, dort belegte sie in den Disziplinen Skeet und Skeet Mixed (gemeinsam mit Ralf Buchheim) jeweils im Finalkampf den 5. Platz.
Ihre nächsten internationalen Medaillen errang sie nach ihrem Comeback 2021 bei den Europameisterschaften in Osijek (Gold) und 2022 in Larnaka (Silber), jeweils mit der Damen-Skeetmannschaft. In 2022 gewann sie beim Weltcup in Baku Gold mit der Mannschaft und Silber im Mixed-Team.
Auf nationaler Ebene wurde sie insgesamt 12 × Deutsche Meisterin, 1 × Vizemeisterin und holte 2 × Bronze.

## Einzelerfolge

### Top 10 Platzierungen
| Olympische Spiele - 2008 in Peking: 3. - 2012 in London: 6. - 2016 in Rio: 11. | Weltmeisterschaften - 2003 in Nikosia: 9. - 2007 in Nikosia: 1. - 2009 in Maribor: 1. - 2011 in Belgrad: 1. - 2013 in Lima: 1. - 2015 in Lonato: 6. Europameisterschaften - 2004 in Latsia: 4. - 2005 in Belgrad: 6. - 2006 in Maribor: 5. - 2007 in Granada: 2. - 2008 in Nikosia: 3. - 2009 in Osijek: 3. - 2012 in Larnaka: 2. - 2013 in Suhl: 4. - 2014 in Sarlospuzsta: 7. - 2015 in Maribor: 1. - 2017 in Baku: 3. | Weltcup-Finale - 2005 in Doha: 9. - 2006 in Granada: 4. - 2007 in Belgrad: 8. - 2009 in Peking: 1. - 2012 in Maribor: 3. - 2013 in Abu Dhabi: 1. und bei... - Weltcups: 20× |